# Limanurile basarabene

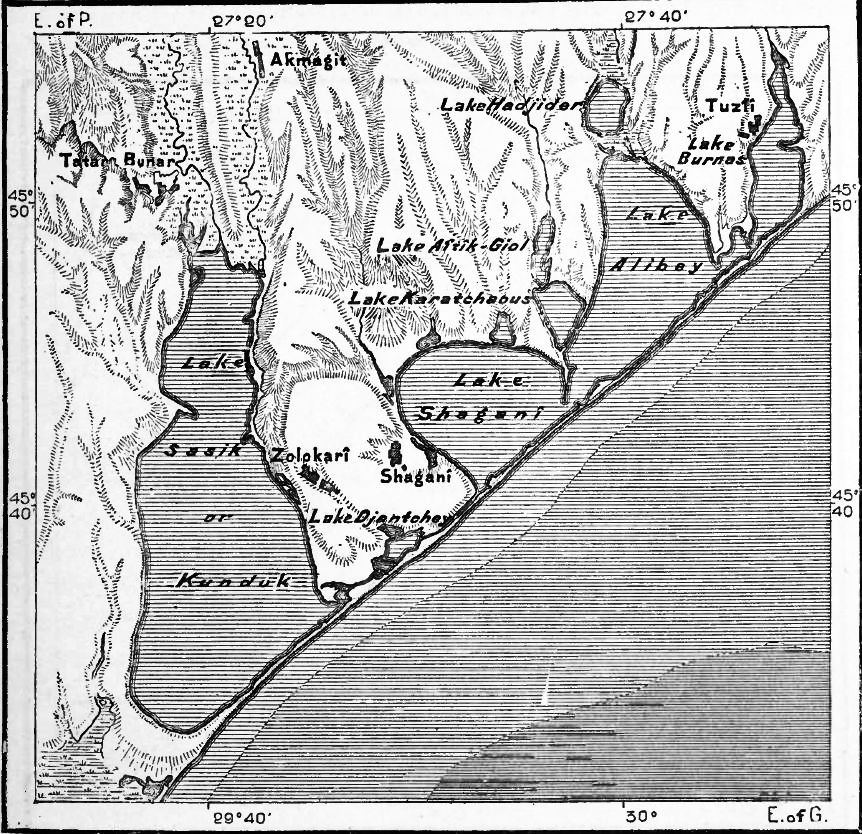
Limanurile maritime Conduc, Șagani, Alibei și Burnas (hartă din 1888).

Limanurile basarabene cuprind, pe de-o parte, seria de limanuri fluviatile dunărene situate de-a lungul Dunării de Jos, la nord de Delta Dunării, în apropierea frontierei Ucrainei cu România, iar pe de altă parte seria de limanuri maritime pontice, ambele serii fiind situate în Bugeac, în Basarabia, administrativ în Regiunea Odesa a Ucrainei.

## Istorie
Majoritatea denumirilor acestor limanuri sunt tătărești, dar pe hărțile anterioare anilor 1812 sau 1878, apar uneori și denumiri moldovenești, care nu au fost reținute de geografii ruși. Limanurile basarabene au avut o istorie zbuciumată, aparținând succesiv Geților, Sciților, Grecilor antici, Romanilor, Bizantinilor, Bulgarilor (687), Maghiarilor (în jur de 790), Pecinegilor (în jur de 870), Comanilor (Polovților - 1176), Tătarilor (1241), Dobrogenilor (1366), Muntenilor (1394), Moldovenilor (1408), Turcilor (1484) și Rușilor (1812).
Vechile denumiri sau forme moldovenești ale denumirilor, precum „Frumoasa” (pentru Cahul), „Uliu” (pentru Cartal), „Răsuna” (pentru Ialpug, dar uneori pentru Catalpuh), „Covurlui” (pentru Cugurlui), „Saftianu” (pentru Sofian), „Catlabuga” (pentru Catalpuh), „Chilia” (pentru Chitai), „Sărata” (pentru Sasîk/Conduc), „Caplana” (pentru Alibei), „Alcalia” (pentru Burnaz) sau „Codăești” (pentru Șabolat), menționate pe hărți dinaintea anilor 1812 sau 1878, nu au fost luate în considerare de Imperiul Rus care a adoptat numai denumirile din perioada turcească, preluate la rândul ei de România când le-a avut în stăpânire.
În perioada 1856-1859, la prima independență a Republicii Moldova din 1917, precum și în perioada 28 iunie-20 august 1940, limanurile basarabene au fost moldovenești. În perioadele 1859-1878, 1918-1940 și 1941-1944 i-au aparținut României. Din august 1940 până în iunie 1941 și din august 1944 încoace sunt Ucrainene (până în 1991, în cadrul Uniunii sovietice). Aceste diferite stăpâniri au lăsat în jurul limanurilor o populație „pestriță”, dintotdeauna multinațională.
Începând din secolul al XIX-lea s-a început construirea de diguri în ideea de a preveni inundațiile și alunecările de teren, dar și de canale amenajate (precum Bîstroe) care să facă legătura cu Dunărea pentru navigație. Aceste amenajări, dintre care unele au fost nesăbuite deoarece au fost concepute pe criterii exclusiv inginerești, fără să se țină cont de considerentele hidrologice, geologice și biologice, au modificat procesele naturale și regimul hidrologic, astfel că astăzi trebuie luate măsuri pentru a păstra schimbul de apă și a restaura biodiversitatea și fertilitatea mediului.

## Geografie

Evoluția geomorfologică a Deltei Dunării și modificările țărmului din Antichitate până în zilele noastre.

Limanurile, din punct de vedere geografic, sunt în mod specific și precis lagune uneori salmastre, situate la ieșirea unui curs de apă dulce spre Dunăre sau spre mare, de care sunt separate printr-un cordon litoral (grind sau perisip, în  greacă αμμογλώσσα limbă de nisip, în rusă Коса - kosa) străpuns de o portiță (în limba greacă στόμα - stoma, adică gură, în rusă бухта - buhta, idem) care leagă limanul de larg. Aceste caracteristici deosebesc limanul atât de un lac, cât și de celelalte tipuri de lagune..
Toate limanurile basarabene au fost inițial văi de vărsare ale afluenților, fie ai Dunării, fie direct ai Mării Negre. În Holocen, cu aproximativ 7500 ani în urmă, aceste văi au fost inundate de mare. În locul Deltei Dunării se întindea atunci un golf din Marea Neagră, în care se vărsau apele Dunării aproximativ în dreptul actualului oraș Isaccea. Văile inundate au fost separate de acest golf prin grinduri de nisip numite perisipuri, întrerupte de guri sau portițe. Delta însăși s-a format prin colmatarea golfului cu aluviuni aduse de Dunăre și cu nisip cochilifer adus de mare și de vânturi, formându-se astfel Grindul Jibrieni de pe teritoriul Ucrainei și Grindul Letea din România.
Limanurile pot fi : 
- Fluviatile, la care bara de sedimente este depusă de curentul unui fluviu, la confluența cu râul care alimentează limanul respectiv. În Basarabia, acestea sunt limanurile Cahul, Cartal, Ialpug, Cugurlui, Catlabuga și Chitai, a căror salinitate este acum nulă sau reziduală (de la 0,8 la 1,5 g/litru de exemplu în Cugurlui) ;
- Maritime, legate de mare, la care cordonul litoral este depus de curenții marini. În Basarabia, acestea sunt limanurile Limanul Sasîk (Conduc), Șagani, Alibei, Burnaz sau Alcalia, Șabolat sau Codăești și al Nistrului, care au rămas în majoritate sărate.

În acest articol limanurile sunt descrise din apus spre răsărit.

## Limanurile fluviatile dunărene

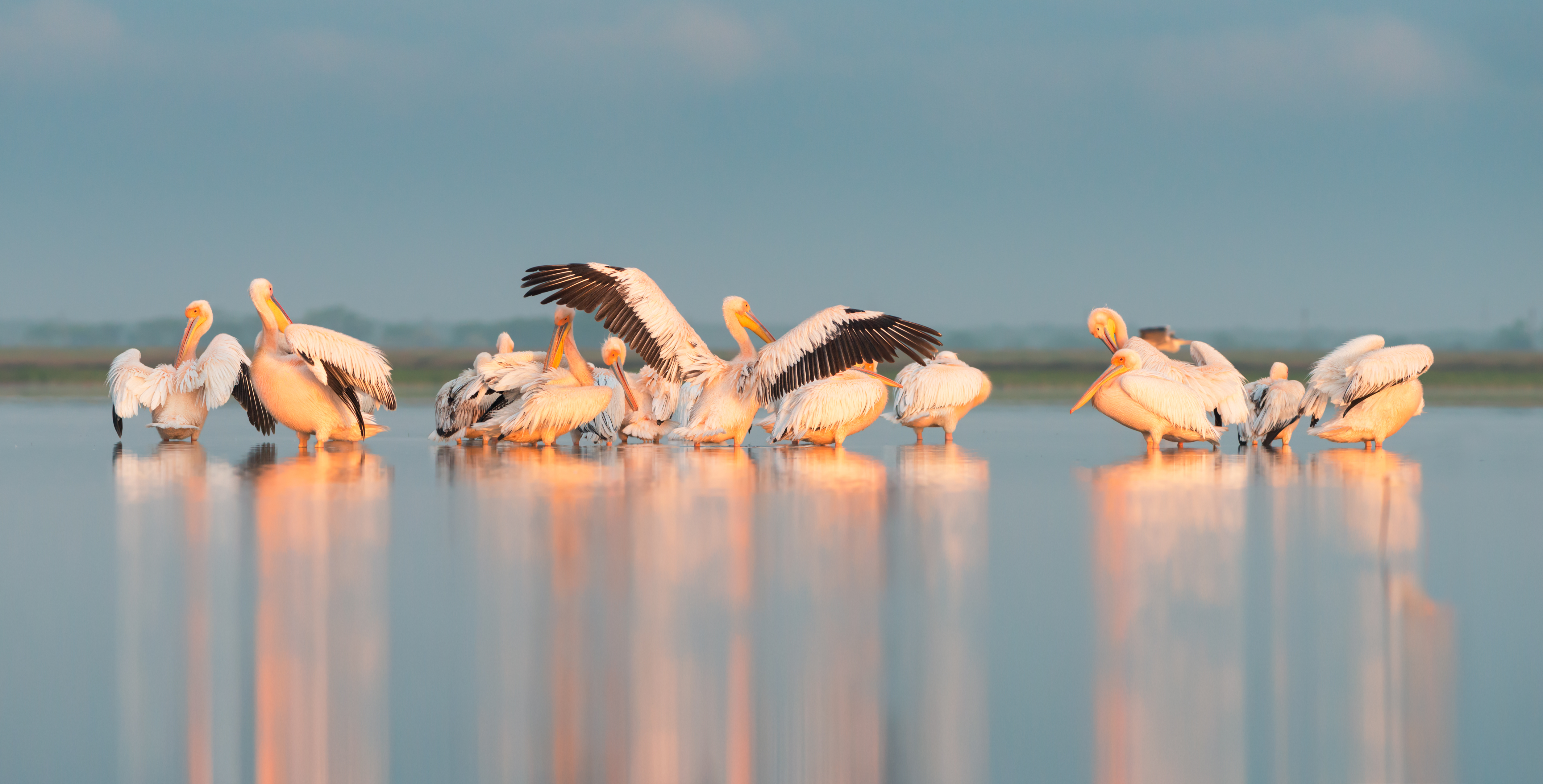
Pelicani din Parcul natural național al limanurilor Tuzlei

### Limanul Cahul
Limanul Cahul (în ucraineană Кагул; pe hărțile anterioare anului 1878 apare și sub denumirea de „Frumoasa”, Kahul fiind numele tătăresc) este un liman fluviatil situat din punct de vedere administrativ pe teritoriul raionului Reni al regiunii Odesa din Ucraina, aflat în Câmpia Dunării, la răsărit de orașul Reni. Limanul este legat prin canale cu Dunărea și cu Limanul Cartal. Lungimea limanului este de 18 km, lățimea maximă de 11 km, suprafața variază sezonier în intervalul 82-93,5 km², adâncimea medie de aproximativ 1.5-2 m și cea maximă de 7 m. 
Bazinul limanului este de formă ovală, partea de sud fiind mai largă (cu o lățime de până la 11 km și o lungime de 18 km), în timp ce partea de nord este mai îngustă și alungită (lățime - până la 2 km și lungime - 15 km). Apele provin în principal din schimburile cu Dunărea. Malurile nordice ale limanului sunt mai înalte, presărate cu ravene, iar cele sudice sunt joase, mlăștinoase și acoperite cu tufișuri de stuf. Fundul adânc al limanului se află acoperit cu un strat de aluviuni (loess), iar fundul mai puțin adânc și malurile sunt nisipoase. În nord se varsă în liman râul Cahul.
Temperatura apei atinge vara un maxim de 30°, în timp ce iarna lacul îngheață la suprafață. Limanul este acoperit la suprafață cu stuf și nuferi, iar în adâncime are alge și alte plante acvatice. Pe malurile sale cuibăresc păsările. În apele sale viețuiesc pești cum sunt plătica, somnul, șalăul, știuca și alte specii de pești din specia Cyprinidelor (crapul argintiu, crapul amur etc.). Pescuitul are caracter industrial, în apropierea satelor existând ferme piscicole. În prezent, sunt luate măsuri pentru a proteja resursele naturale ale lacului, inclusiv prin introducerea de perioade de prohibiție (în care pescuitul este interzis).
O porțiune mică (cu o lungime de aproximativ 1 km) de pe malul nordic al limanului se află pe teritoriul Republicii Moldova. Aici a fost amenajată o stație de alimentare cu apă, care este folosită pentru a iriga câmpiile agricole aflate în apropiere de localitățile Cahul și Giurgiulești. 

### Limanul Cartal
Limanul Cartal (în ucraineană Картал; pe hărțile anterioare anului 1878 apare și sub numele de „Uliu”, Kartal fiind numele tătăresc) este un liman fluviatil situat din punct de vedere administrativ pe teritoriul raionului Reni al regiunii Odesa, aflat în Câmpia Dunării. Limanul este legat prin canale cu Dunărea și cu limanurile Covurlui și Cahul. Are lungimea de 5 km, lățimea maximă de 3 km, o suprafață de aproximativ 15 km², adâncimea medie de aproximativ 1 m și cea maximă de 2,4 m. 
Bazinul este de formă ovală cu maluri joase și mlăștinoase, pline de trestie. De-a lungul limanului s-a construit un baraj. Apele provin în principal din schimburile cu Dunărea. Temperatura apei atinge vara un maxim de 26°, în timp ce iarna lacul îngheață la suprafață. Limanul este acoperit la suprafață cu stuf și nuferi, iar în adâncime are alge și alte plante acvatice. Pe malurile sale cuibăresc diferite specii de păsări. În apele sale viețuiesc pești, în special crapi comuni și cosașii.

### Limanul Ialpug
Limanul Ialpug (în ucraineană Ялпуг; pe hărțile anterioare anului 1812 apare și ca „Răsuna”, Ialpug fiind numele tătăresc) este un liman fluviatil dintre raioanele Bolgrad, Ismail și Reni, aflat în Câmpia Dunării. Cea mai mare localitate aflată pe malul limanului este orașul Bolgrad (aflat la extremitatea nordică). Limanul este legat prin canale cu Dunărea. Lungimea limanului este de 39 km, lățimea maximă de 15 km, suprafața de 149 km², adâncimea medie de aproximativ 2 m și cea maximă de aproximativ 5,5 m. Este cel mai mare lac din Ucraina după suprafață. 
Bazinul limanului are o formă alungită. Apele provin în principal din schimburile cu Dunărea. Malurile estice și vestice ale lacului sunt mai înalte și abrupte, presărate cu ravene (râpi adânci), cele sudice sunt joase și nisipoase, iar cele nordice sunt mlăștinoase și acoperite cu tufișuri de stuf. Fundul adânc al limanului se află acoperit cu un strat de mâl negru conținând hidrogen sulfurat, iar fundul mai puțin adânc și malurile sunt nisipoase. 
În partea de sud, limanul Ialpug este legat de Lacul Cugurlui printr-un canal strâmt numit „Repedea” (Repida în ucraineană) prin care trec peștii. În trecut, limanul Ialpug a fost un rezervor unde erau colectate apele Dunării când acestea depășeau cotele de inundații. Între Ialpug și Cugurlui se află un dig, străpuns de canalul Repedea care străbate tot limanul Cugurlui (sau Covurlui, nume tătăresc întâlnit și în județul Galați) până la Dunăre, stabilind astfel legătura dintre Ialpug și Dunăre. 
În partea de nord a limanului se varsă râul Ialpug (odinioară „Răsuna”), în cea de nord-est râul Carasu (confluența având loc în apropiere de satul Cișmeaua Văruită), iar în cea de vest râul Bărtița (care se varsă în dreptul localității Barta).
Temperatura apei atinge vara un maxim de 24-25°, în timp ce iarna limanul îngheață la suprafață. La suprafață cresc în special stuful și nuferii, iar în adâncime algele și alte plante acvatice. Pe malurile limanului își fac cuiburi păsările migratoare. În apele sale se găsesc aproximativ 40 de specii de pește. Pe lângă pește, viețuiesc mai mult de 10 specii de șerpi, raci, broaște, scoici sifonate și asifonate (mai mult de 8 specii), câteva specii de melci, viermi, crustacei, moluște, și o mare varietate de insecte cu larve acvatice (îndeosebi diptere, efemeroptere și odonate).
Limanul Ialpug fiind alimentat de apele din partea de sud a Republicii Moldova, iar apele reziduale fiind insuficient sau deloc tratate, nivelul de poluare a depășit de multe ori limitele admisibile pentru sănătatea umană. În anul 1985 poluarea lacului a dus la moartea unui mare număr de pești, precum și a multor păsări acvatice. În ultimii ani, ca urmare a scăderii nivelului de utilizare a îngrășămintelor minerale și a pesticidelor în agricultura din Republica Moldova și Ucraina, situația lacului s-a mai îmbunătățit.

### Limanul Cugurlui
Limanul Cugurlui (sau Covurlui, în ucraineană Кугурлуй) este un liman fluviatil dintre raioanele Ismail și Reni, aflat în Câmpia Dunării. Limanul este legat prin canale cu Dunărea și cu limanul Ialpug. Suprafața limanului este de 82 km², adâncimea medie de 0.8-1 m și cea maximă de aproximativ 2,5 m. Este cel mai mare lac din Ucraina după suprafață. Denumirea este comănească sau tătărească, forma „Covurlui” întâlnindu-se și în județul Galați.
Bazinul limanului are o formă circulară, cu diametrul de aproximativ 20 km. Apele provin în principal din schimburile cu Dunărea și cu Ialpugul. Malurile nordice, estice și vestice ale limanului sunt joase și mlăștinoase, iar cele sudice sunt joase și nisipoase. Fundul adânc al limanului se află acoperit cu un strat de mâl negru pe bază de hidrogen sulfurat, iar fundul mai puțin adânc și malurile sunt nisipoase.
Limanul Cugurlui este legat de Lacul Ialpug (în partea de nord) și de Dunăre (în partea de sud) prin canale prin care se varsă surplusul de apă și prin care trec peștii. Între Ialpug și Cugurlui se află un dig, care este tăiat de un canal numit „Repedea” ('Repida oficial) care străbate tot lacul Cugurlui până la Dunăre, stabilind astfel legătura între Ialpug și Dunăre. 
Temperatura apei atinge vara un maxim de 28-30°, în timp ce iarna limanul îngheață la suprafață. La suprafață are în special stuf și nuferi, iar în adâncime alge și alte plante acvatice. În vegetația de pe maluri cuibăresc păsările migratoare. În mlaștinile de pe malul de sud-est al limanului este o colonie de pelicani creți (Pelecanus crispus) unică în Ucraina. În apele sale viețuiesc mai multe specii de pește cum sunt crapul, bibanul, plătica, știuca etc. Pescuitul are caracter industrial, în apropierea lacului existând cherhanale și ferme piscicole. În prezent, sunt luate măsuri pentru a ocroti resursele naturale ale lacului, inclusiv prin introducerea de perioade de prohibiție (în care pescuitul este interzis), dar în lipsa unor paznici suficient de bine salariați, braconajul este imposibil de oprit. 
Apa din limanul Cugurlui este folosită pentru irigații. Între malul sudic și Dunăre, au fost construite poldere care au fost utilizate pentru culturile de cereale (se cultivă permanent grâu și ovăz, iar însămânțarea cu porumb și lucernă se face periodic, prin rotație. În ultimii ani, s-a trecut la realizarea în principal de culturi furajere (lucernă etc.). 
În perioada iunie 1940- iunie 1941, după anexarea Basarabiei de către URSS prin pactul Hitler-Stalin, limanul Cugurlui a fost principala bază militară sovietică a Flotilei Dunării : în 1941 a fost nimicită de ofensiva germano-română „Barbarossa” și se mai văd încă epavele din acea perioadă.

### Lacul Sofian
Lacul Sofian (în ucraineană Сафяны, care apare uneori pe hărțile mai vechi și sub numele „Saftianu”) nu este un liman, ci un mic lac de luncă din raionul Ismail, aflat în Câmpia Dunării. Este legat printr-un canal strâmt cu limanul Catlabuga și prin canale amenajate cu Dunărea. Lungimea sa este de 6,5 km, lățimea maximă de 1 km, suprafața variază în intervalul 250-420 ha, iar adâncimea maximă de 3,5-4 m (cea medie fiind de 0,8-1 m). 
Bazinul său are o formă alungită. Malurile de nord și de vest sunt înalte, uneori abrupte, pe când cele de est și sud sunt joase și mlăștinoase. Temperatura apei atinge în timpul verii maxime de 25-26 °C, iar în timpul iernii lacul îngheață la suprafață. Lacul are vegetație acvatică la suprafață, iar pe malurile sudice cuiburi păsările de apă și poposesc păsările migratoare. Printre speciile de pești care viețuiesc în lac sunt bibanul, crapul și știuca. Apele lacului sunt folosite pentru irigații.

### Limanul Catlabuga
Limanul Catlabuga (în limba noastră ; în ucraineană Катлабух Catlabuh, în rusă Каталпуг Catalpug) este un liman fluviatil din Raionul Ismail, aflat în Câmpia Dunării. Este legat prin canale cu Dunărea. Lungimea lacului este de 21 km, lățimea variază în intervalul 1-11 km, suprafața de 67 km², adâncimea maximă este de aproximativ 4 m. 
Bazinul limanului are o formă alungită. Apele provin în principal din schimburile cu Dunărea. Malurile nordice sunt mai înalte (în unele locuri înălțimea ajunge la 8-10 m), pe alocuri abrupte, presărate cu ravene (râpi adânci), iar cele sudice sunt joase și nisipoase. Din bazinul principal al limanului se desprind două golfuri: Golful Tașbunar (în partea de vest, cu o lungime de 4 km) - unde se varsă râul Tașbunar și Golful Hasan (în partea de est, cu o lungime de 5 km) - unde se varsă râul Enica. În partea superioară a Golfului Hasan au fost amenajate iazuri piscicole. 
În partea de nord a lacului se varsă Catlabuga mare (cu afluentul său Catlabuga mică, se varsă la sud de localitatea Șichirlichitaii Noi), în cea de vest râul Tașbunar (confluența având loc în apropiere de satul Erdec Burnu), iar în cea de est râul Enica (care se varsă în dreptul localității Hasan Aspaga). 
Temperatura apei atinge vara un maxim de 24-26°, în timp ce iarna lacul îngheață la suprafață. Lacul este acoperit la suprafață în special cu stuf și nuferi, iar în adâncime are alge și alte plante acvatice. De asemenea, aici se află și specii rare de plante cum ar fi castanele de baltă (Trapa natans). Pe malurile lacului își fac cuiburi păsările migratoare. În apele sale viețuiesc pești cum sunt bibanul, cleanul, crapul, plătica, roșioara, somnul și știuca. Mai rar sunt întâlniți și pești din speciile guvid, sabiță sau văduviță. Pe lângă pești, în apele Catalpugului viețuiește un număr mare de raci, care nu se pescuiesc și a căror populație este foarte mare și se estimează că, în câțiva ani, a ajuns la 15 de milioane de indivizi.

### Limanul Chitai
Limanul Chitai (în ucraineană Китай, care apare uneori pe hărțile mai vechi și sub denumirea de „Chilia”) este un liman fluviatil aflat între raioanele Ismail și Chilia, aflat în Câmpia Dunării. Limanul este legat prin canale cu Dunărea. Lungimea limanului este de 24 km, lățimea maximă de 11 km, suprafața de 60 km², adâncimea maximă este de aproximativ 2 m (în sud) și de 5 m (în nord). 
Bazinul limanului are o formă alungită, fiind format din două părți: partea de nord și partea de sud (cu o lățime de 3-3,5 km), care sunt unite printr-o strâmtoare de circa 600 m lățime, în dreptul localității Chitai. Apele provin în principal din schimburile cu Dunărea. Malurile limanului sunt înalte, pe alocuri abrupte, presărate cu ravene (râpi adânci), cu excepția celor din extrema nordică și cea sudică care sunt joase și nisipoase. În partea de nord a limanului se varsă râurile Chirghiș-Chitai (cu afluentul său Chirghiș, se varsă în apropierea satului Traianul Vechi) și Aliaga. 
Temperatura apei atinge vara un maxim de 27°, în timp ce iarna lacul îngheață la suprafață. Limanul este acoperit la suprafață în special în partea de sud cu stuf și nuferi, iar în adâncime are alge și alte plante acvatice. Pe malurile sale cuibăresc păsările. În apele sale viețuiesc pești cum sunt bibanul, carasul, crapul argintiu, cosașul, plătica, somnul și știuca. Apele limanului sunt folosite pentru irigații.

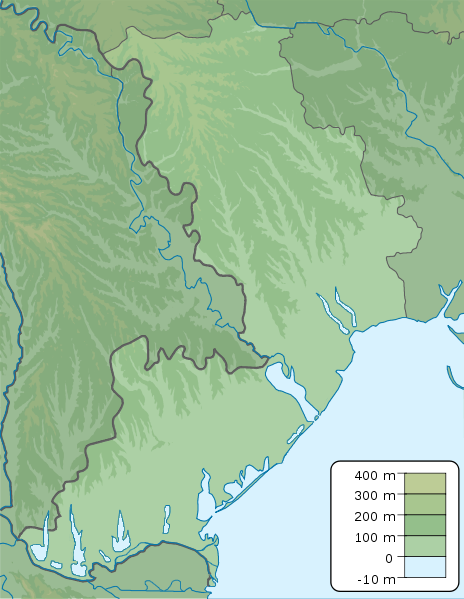
Hartă fizică a regiunii Odesa, cu limanurile basarabene din Bugeac.

## Limanurile maritime pontice

### Limanul Sasîk (Conduc)
Limanul Sasîk (sau Conduc, în rusă Сасык (Кундук), în ucraineană Сасик (Кундук), care apare uneori pe hărțile mai vechi și sub denumirea de „Sărata”) este un liman maritim separat de Marea Neagră printr-un grind de nisip. Din punct de vedere administrativ se află pe teritoriul Raionului Tatarbunar al regiunii Odesa din Ucraina. 
Suprafața limanului este de 215 km², iar adâncimea maximă de 3.3 m. Lungimea lacului este de 35 km, în timp ce lățimea sa atinge un maxim de 11 km . Bazinul său are o formă triunghiulară alungită. Malurile sale sunt abrupte, cu excepția celor din partea de sud. În partea de sud-vest, Sasîkul (Conducul) este legat de Dunăre printr-un canal navigabil, denumit „Canalul Bîstroe”. Limanul Sasîk este complet separat de Marea Neagră printr-un perisip cu lățimea medie de 0,5 km, care a fost inițial tăiat de o portiță.
În limanul Sasîk se varsă râurile Cogălnic și Sărata, schimbul de apă având loc și prin Canalul Bîstroe. Este înghețat din luna decembrie până în luna martie. Salinitatea apei variază într-un interval de la 0,7 la 3,0 g/litru. Predomină sărurile de sulfat de magneziu (MgSO4), clorură de sodiu (NaCl) și clorură de magneziu (MgCl2). 
În anul 1978, în cadrul planului de irigații Dunăre-Nipru, a fost construit un dig de nisip consolidat (cu lățimea de până la 0,5 km), care separă complet limanul de mare, preschimbând-ul în lac cu apă dulce. Barajul existent în dig este echipat cu un deversor. Salinitatea lacului a scăzut prin realizarea unui canal care face legătură cu Dunărea. Dat fiind că nu s-a ținut nici-un cont de avertizările biologilor și geologilor, apa s-a eutrofizat (exces de îngrășăminte agricole, materie organică, nitrați și nitriți), devenind improprie vieții peștilor precum chefalul (Mugil cephalus) sau scrumbia de mare (Alosa maeotica), care, anterior, se reproduceau în acest liman, iar apa a rămas prea sărată pentru irigație, ca urmare a prezenței zăcămintelor mari de sare în sedimente. Având în vedere acest context, și în legătură cu încetarea construirii sistemului de irigații Dunăre-Nipru, au fost propuse mai multe proiecte de readucere a limanului Sasîk la starea naturală inițială (reconstruire ecologică), dar acestea nu au fost puse în aplicare din cauza lipsei de fonduri.
În anul 1996, limanul Sasîk a fost totuși înscris pe lista zonelor umede de importanță internațională a Convenției de la Ramsar (1971). În 1998, suprafața protejată a fost extinsă la 262 km².

### Limanul Șagani
Limanul Șagani (în rusă Шаганы, în ucraineană Шагани) este un liman maritim sărat, separat de Marea Neagră printr-un grind de nisip. Din punct de vedere administrativ se află pe teritoriul Raionului Tatarbunar. 
Lacul Șagani este înscris pe lista zonelor umede de importanță internațională a Convenției de la Ramsar (1971), făcând parte din complexul de limanuri Șagani-Alibei-Burnas, cu o suprafață protejată de 190 km², care cuprinde și salba de lacuri înconjurătoare mai mici, „lacurile satelite” Sărat, Hagider, Caraceauș, Buduri, Martaza, Mahala, Conducul Mic și Geantașa. Limanul Șagani face parte din Parcul Natural Național „Limanurile Tuzlei”. 
Bazinul limanului are o formă rotundă. Malurile sale sunt abrupte, cu excepția celor din partea de sud. În partea de est, limanul Șagani comunică direct cu limanul Alibei. Este unul dintre cele mai mari limanuri din Regiunea Odesa, având o suprafață de 78.4 km². Lacul are o lungime de 11 km, iar lățimea maximă este de 10 km. Adâncimea maximă este de 2.3 m.
Limanul Șagani este separat de Marea Neagră prin același perisip tăiat de aceiași portiță, pe care le are în comun cu Limanul Alibei vecin. 
Mulțumită schimbului continuu de apă cu Marea Neagră, salinitatea sa este aceeași cu cea a mării (circa 18 ‰), limanul Șagani constituind în continuare un adăpost și un loc de reproducere al speciilor de pești marini, cu atât mai mult cu cât râurile din Bugeac sunt intermitente, cel mai adesea desecate, și nu aduc în liman prea mari cantități de efluenți agricoli. Aceasta este o situație favorabilă pescuitului și pisciculturii, situație pe care o împarte cu limanul Alibei. 

### Limanul Alibei
Limanul Alibei (în rusă Алибей, în ucraineană Алібей, care apare uneori pe hărțile mai vechi și sub denumirea de „Caplana”) este un liman maritim situat pe teritoriul Raionului Tatarbunar și este înscris pe lista zonelor umede de importanță internațională a Convenției de la Ramsar (1971), făcând parte din Sistemul de lacuri Șagani-Alibei-Burnas, cu o suprafață protejată de 190 km². Limanul Alibei face parte din Parcul Natural Național "Limanurile Tuzlei". Are o formă relativ rotundă, fiind legat la sud-vest de limanul Șagani și de Lacul Caraceauș, iar la est de Limanul Kurugöl și de limanul Burnas (sau „Alcalia”). Malurile sale sunt abrupte, cu excepția celor din partea de sud. Este unul dintre cele mai mari întinderi de ape din Regiunea Odesa, având o suprafață de 101.4 km². Are o lungime de 18 km, iar lățimea maximă este de 8 km. Adâncimea maximă este de 2.5 m. Este separat de Marea Neagră printr-un perisip tăiat de o portiță.
În partea de nord a limanului Alibei, se află limanul Hagider, care s-a format odată cu separarea gurii de vărsare (estuarului) a râului Hagider de lacul Alibei printr-un perisip. 
Mulțumită schimbului continuu de apă cu Marea Neagră, și limanul Alibei constituie un adăpost de reproducere al speciilor de pești marini.

### Limanul Burnas
Limanul Burnas (în rusă Бурнас, în ucraineană Бурнас, care apare uneori pe hărțile mai vechi și sub denumirea de „Alcalia”), este un liman maritim situat din punct de vedere administrativ pe teritoriul raionului Tatarbunar, fiind separat de Marea Neagră printr-un perisip. El comunică, prin intermediul limanului Curughiol, cu limanul Alibei (în partea de sud-vest). Principala sursă de alimentare a lacului este râul Alcalia.
Bazinul limanului are o formă alungită cu maluri abrupte, cu excepția grindului. În partea de vest comunică cu limanul Alibei. În partea de nord, în lac se varsă râul Alcalia. 
Suprafața este de 26.9 km². Are o lungime de 9.6 km, iar lățimea maximă este de 3.2 km. Adâncimea maximă este de 1.5 m. Fiind o zonă de concentrare a sării (prin evaporarea intensă), limanul Burnas are o salinitate dublă față de Marea Neagră, și echivalentă cu aceea a mării Mediterane, anume 38 de grame de sare pe litru. Pe malul sud-estic al limanului, la Marea Neagră, se află stațiunea Băile Burnazului, unde, la sanatoriul construit în anii 1930, se folosește nămolul în tratarea terapeutică a bolilor.
Lacul Burnas este înscris pe lista zonelor umede de importanță internațională a Convenției de la Ramsar (1971), făcând parte din șirul de limanuri Șagani-Alibei-Burnas, cu o suprafață protejată de 190 km². Limanul Alibei face parte din Parcul Natural Național "Limanurile Tuzlei".

### Limanul Șabolat
Limanul Șabolat (în rusă Шаболат, în ucraineană Шаболат, care apare uneori pe hărțile mai vechi și sub denumirile de „Codăești”, „Cetății” sau „Budachi”) este cel mai estic liman din seria limanurilor basarabene din Regiunea Odesa, fiind situat pe teritoriul Raionului Cetății-Albe, și deși este un liman maritim, nu comunică cu marea deoarece grindul său de 18 km lungime nu are portiță. Se întinde de-a lungul mării pe 17 km, fiind singurul liman basarabean paralel și nu perpendicular cu țărmul. Lățimea medie este de 1.5 km, adâncimea  maximă de 2.4 m, suprafața de 30 km².
Salinitatea sa este extrem de variabilă (între 2 și 32‰) deoarece bazinul de evaporare naturală concentrează sărurile, dar canalele artificiale săpate pentru a-l lega de Limanul Nistrului permit primenirea apelor. În nord-est unde se găsesc aceste canale este slabă (între 2 și 14‰), în sud-vest este ridicată (15-32‰).

### Limanul Nistrului
Limanul Nistrului (în rusă Днестровський лимань, în ucraineană Дністерский лиман) este cel mai estic și ultimul dintre limanurile basarabene, despărțind Basarabia și Bugeacul (la sud-vest) de Edisan (nord-est), la vărsarea fluviului Nistru în mare, fiind un liman maritim. Are suprafața de 360 km² și adîncimea maximală de 3 m. Volumul apei este de 0,54 km³ (apele limanului fiind puțin sărate). A fost foarte bogat în resurse piscicole. Legătura cu Marea Neagră o face prin intermediul strîmtorii Țarigradului. Pe malul limanului Nistrului se află orașele și raioanele Cetatea-Albă (sud-vest) și Ovidiopol (nord-est) ale regiunii Odesa.